# Ludger Rémy
Pour les articles homonymes, voir Rémy (homonymie).
Ludger Rémy, né le 4 février 1949 à Kalkar en Rhénanie-du-Nord-Westphalie et mort le 21 juin 2017 à Brême, est un claveciniste allemand spécialisé dans le répertoire baroque et classique.

## Biographie

### Formation
Après une jeunesse peu orientée vers la musique, Ludger Rémy décide de façon étonnante en 1968 d'étudier la musique à Fribourg-en-Brisgau plutôt que de suivre les traces de son père, un vétérinaire de campagne.
Il étudie le clavecin à Fribourg de 1968 à 1974, puis suit des cours privés auprès du claveciniste canadien Kenneth Gilbert à Paris de 1973 à 1975.
En marge de ses études, il participe au mouvement antinucléaire et, en particulier, à l'occupation en février 1975 du site de Wyhl am Kaiserstuhl, dans le district de Fribourg-en-Brisgau.

### Carrière
En 1981, Ludger Rémy fonde le « Vokalensembles des Forum Alte Musik Bremen » (Ensemble Vocal du Forum de Musique Ancienne de Brême).
Son intérêt pour la musique du Siècle des Lumières et, en particulier, pour celle de Carl Philipp Emanuel Bach l'amène à fonder l'orchestre Les Amis de Philippe pour enregistrer les œuvres de ce fils de Bach,.
En 1995, 1998 et 2010, Ludger Rémy est membre du jury du concours international de clavecin du Festival van Vlaanderen (Festival des Flandres) à Bruges en Belgique,.

### Enseignement
En 1978, Ludger Rémy décroche son premier emploi comme professeur de clavecin à la Musikhochschule de Brême.
Il enseigne ensuite à Cologne, Weimar pour devenir en 1998 professeur de musique ancienne à la Hochschule für Musik « Carl Maria von Weber » de Dresde.

## Discographie sélective
- 1996 : Georg Philipp Telemann : Christmas oratorio,  Magdeburger Kammerchor ; Telemann-Kammerorchester, dir. Ludger Rémy, 2 CDs, CPO (OCLC 464162554)
- 1997 : Georg Philipp Telemann : Christmas Cantatas,  Magdeburger Kammerchor ; Telemann-Kammerorchester, dir. Ludger Rémy, CD, CPO
- 1997 : Carl Philipp Emanuel Bach : Symphonies Wq 178, 174, 175, 178, 180, Les Amis de Philippe, dir. Ludger Rémy, CD, CPO (OCLC 37258258)
- 1999 : Georg Philipp Telemann : Die Auferstehung et De Danske, Norske og Tydske,  Magdeburger Kammerchor ; Telemann-Kammerorchester, dir. Ludger Rémy, 2 CDs, CPO (OCLC 42020342)
- 2000 : Carl Philipp Emanuel Bach : Sacred Songs (Geistliche Gesangen mit Melodien, Wq. 197 & 198), Klaus Mertens (en) (baryton), Ludger Rémy, (pianoforte), CD, CPO (OCLC 44669302)
- 2000 : Georg Philipp Telemann : Der Tod Jesu,  Magdeburger Kammerchor ; Telemann-Kammerorchester, dir. Ludger Rémy, CD, CPO (OCLC 873063408)
- 2002 : Gottfried Heinrich Stölzel : Cantates de chambre, vol. 1, Dorothee Mields (soprano), Jan Kobow (ténor), Les Amis de Philippe, dir. Ludger Rémy, CD, CPO (OCLC 907644538)
- 2003 : Georg Gebel : Johannes-Passion, Vocalensemble InCanto, Weimarer Barock-Ensemble, dir. Ludger Rémy, 2 CDs, CPO (OCLC 844865315)
- 2004 : Carl Philipp Emanuel Bach : Gellert Oden (Herrn Professor Gellerts Geistliche Oden und Lieder), avec Dorothee Mields (soprano)
- 2006 : Georg Philipp Telemann : Late Church Music, Telemannisches Collegium Michaelstein, dir. Ludger Rémy, CD, CPO (OCLC 811254060)
- 2007 : Gottfried Heinrich Stölzel : Two Serenatas, Telemannisches Collegium Michaelstein, dir. Ludger Rémy, 2 CDs, CPO, (OCLC 154810327)
- 2007 : Philipp Heinrich Erlebach : Selected sacred cantatas, Les Amis de Philippe, dir. Ludger Rémy, CD, CPO (OCLC 818783573)
- 2008 : Georg Philipp Telemann : Kapitänsmusik 1724, TVWV 15:2, Telemannisches Collegium Michaelstein, dir. Ludger Rémy, CD, CPO (OCLC 811331458)
- 2010 : Georg Philipp Telemann : Cantatas, TWV 20:17-22, Les Amis de Philippe, dir, Ludger Rémy, CD, CPO (OCLC 767878558)
- 2010 : Johann Friedrich Fasch : Chamber Music, Les Amis de Philippe, dir, Ludger Rémy, CD, CPO (OCLC 767878642)
- 2012 : Georg Gebel : Christmas Cantatas, vol. 1, Les Amis de Philippe, dir, Ludger Rémy, CD, CPO (OCLC 885033708)
- 2012 : Georg Gebel : Christmas Cantatas, vol. 2, Les Amis de Philippe, dir, Ludger Rémy, CD, CPO (OCLC 885057496)
- 2013 : Heinrich Schütz, Kleine geistliche Konzerte I, Complete recording, vol. 7, dir. Ludger Rémy, CD, Carus Records (OCLC 931357099)
- 2017 : Heinrich Schütz, Kleine geistliche Konzerte II, Complete recording, vol. 17, dir. Ludger Rémy, CD, Carus Records